# 圣阿梅利亚
圣阿梅利亚是巴西巴拉那州的一个市镇。总面积77.903平方公里，总人口4137人，人口密度53.1人/平方公里。